# 张利平
张利平（1960年—），内蒙古赤峰人，汉族，中华人民共和国政治人物、第十二届全国人民代表大会内蒙古地区代表。
毕业于辽宁大学历史专业，加入中国共产党。2013年，被选为全国人大代表。2013年1月张利平当选呼伦贝尔市市长。